# عبدالمالک اماره
عبدالمالک اماره (انگلیسی: Abdelmalek Amara؛ زادهٔ ۱۰ مارس ۲۰۰۰) بازیکن فوتبال است.
از باشگاه‌هایی که در آن بازی کرده‌است می‌توان به باشگاه فوتبال مولودیه وهران اشاره کرد.
وی همچنین در تیم ملی فوتبال Algeria U20 بازی کرده‌است.